# Muàyyid-ad-Dawla
Muàyyid-ad-Dawla Abu-Mansur Buya ibn Rukn-ad-Dawla Hàssan, més conegut simplement com Muàyyid-ad-Dawla, fou emir buwàyhida d'Esfahan, Rayy i la major part del Djibal. Era germà d'Àdud-ad-Dawla i de Fakhr-ad-Dawla i fill de Rukn-ad-Dawla.
A la mort del pare, cap de família, el 16 de setembre del 976, els seus dominis es van repartir i Muàyyid-ad-Dawla va rebre Esfahan, mentre el seu germà Fakhr-ad-Dawla rebia Hamadan; Rayy no és clar per quin dels dos era i el Djibal va quedar repartit; el tercer germà Àdud-ad-Dawla conservava Oman, Kirman i Fars i la direcció de la família. Sembla que Fakhr-ad-Dawla va voler dominar Rayy però Muàyyid-ad-Dawla li va impedir amb el suport d'Àdud-ad-Dawla. Almenys se sap que Rayy estava sota control de Muàyyid-ad-Dawlaper unes monedes amb la seva cara encunyades a Rayy el 976 i 983, si bé aquest control potser no fou permanent.
L'agost/setembre del 980 Àdud-ad-Dawla va ocupar Hamadan, que pertanyia al seu germà Fakhr al-Din i les regions al sud i est de la ciutat; Muàyyid-ad-Dawla pel seu costat dominava Rayy. Poc després Muàyyid-ad-Dawla va enviar al seu ministre Ismail ibn Abbad des de Rayy (octubre/novembre) per negociar la transferència d'aquesta ciutat (que o bé havia sigut abans de Fakhr al-Din per conquesta o li havia estat adjudicada en el repartiment del 976) a Muàyyid-ad-Dawla. Rayy no fou l'única recompensa que Muàyyid-ad-Dawla va rebre per haver restat lleial a Àdud-ad-Dawla en el conflicte amb el seu germà i Bakhtiyar: l'amir al-umara li va donar el govern de Hamadan i Nihawand i se li van donar també les tropes que abans estaven al servei de Fakhr (que encara foren incrementades després per combatre els samànides).
El ziyàrida Qabus ibn Wuixmaguir va perdre part del Tabaristan davant Muàyyid-ad-Dawla (finals del 980) però va refusar aliar-se a aquest contra els samànides que donaven suport a Fakhr-ad-Dawla (juliol/agost del 981). Fakhr-ad-Dawla, amb suport samànida, va provar de recuperar els seus dominis, però fou derrotat altre cop el 981 i posteriors intents no van tenir tampoc èxit. Àdud-ad-Dawla va obtenir llavors del califa el nomenament oficial del seu germà Muàyyid-ad-Dawla com a governador del Tabaristan i Gurgan (Djurdjan), amb el dret de conquistar els territoris. Muàyyid-ad-Dawla va aconseguir dominar militarment les dues províncies (982) i les va governar reforçat amb el nomenament del califa; Kabus, aliat amb Fakhr al-Din, no el va poder expulsar tot i el suport que va rebre del samànida Nuh II ibn Mansur.
Àdud-ad-Dawla va morir el 983. Muàyyid-ad-Dawla va provar un acostament al seu germà, que no va reeixir i va morir poc després (984). El seu visir Ibn Abbad va cridar llavors a Fakhr que va anar a Rayy i Esfahan; el fill de Muàyyid-ad-Dawla es va haver de sotmetre. Fakhr no va retornar el Gurgan (que havia passat a Muàyyid-ad-Dawla) al seu antic aliat Qabus.